# In de klauwen van de duivel
In de klauwen van de duivel is een boek van de Vlaamse jeugdschrijver Patrick Lagrou, die bekend werd door onder meer Het dolfijnenkind.

## Het verhaal
In de klauwen van de duivel gaat over de 17-jarige Stefanie die in Zwitserland een taalkamp Duits volgt. Echter omdat haar vader beslag neemt op haar vriend Jurgen kan ze niet doorreizen naar Griekenland samen met Jurgen, wat dus eigenlijk de bedoeling was. Ze ontmoet daar Rosa en Bruno, twee mensen helemaal in het wit met sjaaltjes, en ze gaat met hen mee de bergen in. Ze zijn van de jeugdbeweging De kinderen van het licht. Voor ze het weet is de jeugdbeweging alles voor haar en kan de rest haar niets meer schelen maar later komt ze tot de ontdekking dat De kinderen van het licht een soort sekte is die mensen hypnotiseert.